# Michael Woods (ciclista)
Michael Russell Woods (Ottawa, 12 ottobre 1986) è un ciclista su strada ed ex mezzofondista canadese, professionista dal 2013, che corre per il team Israel-Premier Tech. È Soprannominato Woodsy, ha caratteristiche di passista-scalatore. In carriera ha vinto tre tappe alla Vuelta a España (nel 2018, nel 2020 e nel 2024) e una al Tour de France (nel 2023). Si è inoltre aggiudicato la Milano-Torino 2019, mentre nel 2020 ha vinto una tappa alla Tirreno-Adriatico.

## Palmarès

### Strada
- 2015 (Optum presented by Kelly Benefit Strategies, tre vittorie)

Clássica Internacional Loulé
5ª tappa Tour of the Gila (Silver City > Pinos Altos)
5ª tappa Tour of Utah (Salt Lake City > Salt Lake City)
- 2018 (Team EF Education First-Drapac, una vittoria)

17ª tappa Vuelta a España (Getxo > Balcón de Bizkaia)
- 2019 (Team EF Education First-Drapac, due vittorie)

2ª tappa Herald Sun Tour (Wonthaggi > Churchill)
Milano-Torino
- 2020 (EF Pro Cycling, due vittorie)

3ª tappa Tirreno-Adriatico (Follonica > Saturnia)
7ª tappa Vuelta a España (Vitoria-Gasteiz > Villanueva de Valdegovía)
- 2021 (Israel Start-Up Nation, due vittorie)

2ª tappa Tour du Haut-Var (Fayence > Fayence)
4ª tappa Tour de Romandie (Sion > Thyon)
- 2022 (Israel-Premier Tech, tre vittorie)

2ª tappa Gran Camiño (Bertamiráns > Mirador do Ézaro)
3ª tappa Route d'Occitanie (Sigean > Les Angles)
Classifica generale Route d'Occitanie
- 2023 (Israel-Premier Tech, tre vittorie)

3ª tappa Route d'Occitanie (Gimont > Nistos)
Classifica generale Route d'Occitanie
9ª tappa Tour de France (Saint-Léonard-de-Noblat > Puy de Dôme)
- 2024 (Israel-Premier Tech, due vittorie)

Campionati canadesi, Prova in linea Elite
13ª tappa Vuelta a España (Lugo > Puerto de Ancares)

#### Altri successi
- 2021 (Israel Start-Up Nation)

Classifica scalatori Tour de Suisse

## Piazzamenti

### Grandi Giri
- Giro d'Italia

2017: 38º
2018: 19º
2024: non partito (6ª tappa)
- Tour de France

2019: 32º
2021: non partito (19ª tappa)
2022: non partito (21ª tappa)
2023: 48°
2025: 52º
- Vuelta a España

2017: 7º
2018: 34º
2020: 34º
2022: ritirato (3ª tappa)
2024: non partito (17ª tappa)

### Classiche monumento
- Milano-Sanremo

2020: 64º
- Liegi-Bastogne-Liegi

2016: ritirato
2017: 9º
2018: 2º
2019: 5º
2020: 7º
2021: 5º
2022: 10º
2023: 12º
- Giro di Lombardia

2016: 31º
2018: 13º
2019: 5º
2020: 29º
2021: 9º
2022: ritirato
2023: 12º
2024: ritirato

### Competizioni mondiali
- Campionati del mondo

Ponferrada 2014 - In linea Elite: ritirato
Richmond 2015 - In linea Elite: 94º
Innsbruck 2018 - In linea Elite: 3º
Yorkshire 2019 - In linea Elite: ritirato
Imola 2020 - In linea Elite: 12º
Zurigo 2024 - In linea Elite: 54º
- Giochi olimpici

Rio 2016 - In linea: 55º
Tokyo 2020 - In linea: 5º
Parigi 2024 - In linea: 41º